# X-99
X-99 er en kølbåd med sejl, der er 10 m lang og lavet af glasfiber. Skrovvægten er minimum 2.980 kg. På verdensplan findes ca. 600 af denne type. Besætningen er på seks mand.
Der bliver hvert år holdt DM, NM og VM i X-99.

## Historie
X-Yachts A/S blev grundlagt i 1979, og den første bådtype herfra var X-79. I løbet af 80'erne blev der behov for en båd, der mindede om X-79'eren, men som var ca. 10 m. lang. Derfor blev X-99'eren sat i produktion. Det blev en stor succes med mange solgte eksemplarer, og produktionen varede indtil 2004, hvor der var 606 solgte eksemplarer.

## Resultater
Til VM 2006 blev præmietagerne:
1. Team Elion, Skipper: Jaak Jõgi (EST 355)
2. Alexela, Skipper: Mati Sepp (EST 327)
3. Skipper: Fredrik Malmén (SWE 465)

Den bedst placerede dansker var:
5. Zuxu, Skipper: Claes Thunbo (DEN 597)

## Eksterne links
- International X-99 Association
- X-Yachts A/S